# Cardiff City F.C.
Cardiff City Association Football Club (wal. Clwb pêl-droed Dinas Caerdydd) – walijski klub piłkarski z Cardiff. W sezonie 2012/2013 Cardiff City uzyskał awans do najwyższej klasy rozgrywkowej w Anglii po 51 latach gry w niższych ligach, ale w następnym sezonie spadł z ligi.
Klub został założony w 1899 roku jako Riverside AFC, jednakże zmienił nazwę na Cardiff City w 1908 roku i dołączył do ligi angielskiej w 1910 roku. Są jedynym klubem spoza Anglii, który zdobył Puchar Anglii w 1927 roku. Oprócz tego sukcesu, trzykrotnie mierzyli swoje siły w finałowych starciach, m.in.: w Pucharze Anglii z 1925 roku przeciwko Sheffield United, finale Pucharu Anglii z Portsmouth i grali także w finale Pucharu Ligi Angielskiej w 2012 roku przeciwko Liverpoolowi, gdzie przegrali po serii rzutów karnych. Najdłuższy okres zespołu w najwyższej klasie rozgrywkowej nastąpił w latach 1921–1929, gdzie spędzili w niej siedem sezonów.
Od 1908 roku barwy klubu są niebieskie i białe, a potoczny przydomek to The Bluebirds, z wyjątkiem okresu między 2012 a 2015 rokiem, kiedy właściciel klubu, Vincent Tan, zmienił nazwę klubową, a także kolor domowy na czerwony. W styczniu 2015 roku ponownie wrócono do tradycyjnego błękitnego koloru. Cardiff mecze domowe rozgrywa na Cardiff City Stadium, po przeprowadzce z Ninian Park w 2009 roku i toczy długą rywalizację z pobliskimi klubami Swansea City, oraz Bristol City.

## Historia

### Początki (1899-1920)
Klub został założony w 1899 roku, pod nazwą Riverside AFC, po spotkaniu w domu Bartleya Wilsona w miejscowości Cardiff. W roku 1905 Cardiff otrzymał status miasta od króla Edwarda VII, w wyniku czego klub zwrócił się do Południowej Walii i Monmouthshire Football Association o zmianę nazwy na Cardiff City, ale prośba ta została odrzucona. Dopiero w 1908 roku drużyna dostała pozwolenie na zmianę tej nazwy.
Przez następne dwa lata, Cardiff rozgrywał mecze towarzyskie z najlepszymi brytyjskimi drużynami, w tym z Middlesbrough F.C., Bristol City i Crystal Palace, a mecze rozgrywane były na różnych boiskach w miejscowości Cardiff i pobliskich miastach. Ostatecznie klub zabezpieczył grunt pod budowę własnego stadionu, przeniósł się na Ninian Park w 1910 roku.
Cardiff dołączył do Southern Football League, a pierwszym trenerem został Davy McDougall. Ukończyli sezon na czwartym miejscu w pierwszym roku w lidze, ale zarząd postanowił zwolnić McDougalla, i zastąpił go Fredem Stewartem, który wcześniej miał doświadczenie menedżerskie w Stockport County. Stewart zdecydował się na bardziej profesjonalne podejście, podpisując kilku graczy z doświadczeniem piłkarskim, i poprowadził drużynę do awansu w swoim drugim sezonie, zdobywając tytuł drugiej ligi. Pozostali w pierwszej lidze przez następną dekadę, dwukrotnie kończąc w pierwszej czwórce, chociaż liga została zawieszona z powodu wybuchu I wojny światowej w latach 1915–1919.

### Okres międzywojenny i II wojna światowa
W 1920 roku klub złożył pozytywną aplikację, aby dołączyć do Football League i został umieszczony w drugiej lidze na sezon 1920-21. Stewart sprowadził kilku zawodników, dwukrotnie bijąc rekord transferowy klubu. Był to Jimmy Gill, oraz Jimmy Blair. Pierwszy mecz rozegrali 28 sierpnia 1920 roku, pokonując Stockport County 5:2, a sezon zakończyli na drugim miejscu, co skutkowało awansem.
W 1925 roku Cardiff City po raz pierwszy zagrał na stadionie Wembley, rozgrywając finał Pucharu Anglii, przegrywając 0:1 z Sheffield United. W dzień Świętego Jerzego, 23 kwietnia 1927 roku, Cardiff stał się pierwszym klubem spoza Anglii, który wygrał Puchar Anglii pokonując Arsenal 1:0 w finale.
Klub wygrał także Puchar Walii w 1927 roku pokonując Rhyl 2:0 i zdobył FA Charity Shield po pokonaniu amatorskiej drużyny The Corinthians 2:1 na Stamford Bridge. Jednak coraz większy kryzys, sprawił, że po zwycięstwie w Pucharze Anglii, drużyna spadła w sezonie 1928-29, mimo że stracił najmniejszą liczbę bramek w całej lidze, i dwa lata później doznał kolejnego spadku, po raz pierwszy od czasu wstąpienia do Football League. Po zakończeniu sezonu 1932-33 na 19. miejscu w ligowej tabeli, menedżer Fred Stewart złożył rezygnację ze stanowiska po 22 latach. Cardiff pozostał w trzeciej lidze Południowej do czasu zawieszenia Football League w związku z wybuchem II wojny światowej.

### Po II wojnie światowej (lata 1945–2000)
W swoim pierwszym sezonie od powrotu do Football League, Cardiff ukończył sezon 1946/47, jako mistrz trzeciej ligi Południowej pod kierownictwem nowego menedżera Billy’ego McCandlessa i wrócił do drugiej ligi. McCandless wkrótce opuścił klub i został zastąpiony przez Cyryla Spiersa, który doprowadził drużynę do awansu w sezonie 1951-52, a także po raz pierwszy od 23 lat przywrócił klub na najwyższy poziom rozgrywkowy w Anglii. Jednak pomimo spędzenia pięciu sezonów w pierwszej lidze, zespół nieustannie walczył o utrzymanie i ostatecznie spadł w 1957 roku. Uzyskali kolejny awans dwukrotnie w latach 1960–1966, w międzyczasie grając na zapleczu pierwszej ligi.
W latach XX wieku, Cardiff po raz pierwszy zakwalifikował się do europejskich rozgrywek dzięki triumfie w Pucharze Walii. Pierwszy mecz na arenie międzynarodowej odbył się w rozgrywkach Pucharu Zdobywców Pucharów w sezonie 1964-65 przeciwko duńskiej drużynie Esbjerg fB. Walijczycy awansowali do ćwierćfinałów, zanim zostali wyeliminowani przez Real Saragossa. Pomimo dobrych wyników w Europie, zespół wciąż walczył w rozgrywkach ligowych pod wodzą Jimmy’ego Scoulara, zajmując 20 pozycję w drugiej lidze. Dwa lata później drużyna dotarła do półfinału Pucharu Zdobywców Pucharów, po zwycięstwach nad Shamrock Rovers, NAC Breda i Torpedo Moskwa. W sezonie 1970/71 Cardiff dotarł do ćwierćfinału tych rozgrywek, gdzie zmierzył się z hiszpańską drużyną – Realem Madryt. Pierwsze starcie miało miejsce na stadionie Ninian Park, gdzie 47 tysięcy kibiców oglądało jedno z najsłynniejszych zwycięstw w historii Cardiff, jednak zostali wyeliminowani, przegrywając w rewanżu 0:2. Klub grał w drugiej lidze przez 19 z 20 sezonów w latach 1962–1982, ale w sezonie 1975/76 nie udało się uniknąć spadku do trzeciej ligi na jeden sezon. Zostali zdegradowani do czwartej ligi w sezonie 1985-86, i pomimo dwukrotnego powrotu na wyższy poziom rozgrywek w 1996 roku, sezon ukończyli na 22. miejscu w tabeli. W 1995 roku, Cardiff i inne walijskie kluby rywalizujące w ligach angielskich otrzymały zakaz udziału w Pucharze Walii przez Football Association of Wales.

### Od 2000 roku
W sierpniu 2000 roku, Libański biznesmen Sam Hammam przejął kontrolę nad klubem. Wkrótce Hammam kontrowersyjnie zobowiązał się, że wszyscy kibice klubu poprą jego pomysł, zmieniając nazwę klubu na „The Cardiff Celts”, a także inne barwy klubowe, jakimi miały być kolory: zielony, czerwony i biały. Jednak po długich rozmowach z seniorami i fanami zdecydował, że najlepszym wyjściem jest zmiana herbu, a nie nazwy klubu. Nowy projekt herbu zawierał bluebird z Cardiff City przed flagą Świętego Dawida, a na górze widniał przydomek drużyny. Hammam zainwestował bardzo dużo pieniędzy w zespół, finansując transfery kilku nowych graczy, a w 2003 roku udało się wywalczyć awans do Division One po 18 latach nieobecności. W dniu 9 marca 2008 roku klub po 81 latach awansował do półfinału Pucharu Anglii, pokonując Middlesbrough 2:0. W finale ulegli Portsmouth 0:1.
W maju 2010 roku. Maleian Datuk Chan Tien Ghee objął funkcję prezesa klubu, a Vincent Tan również dołączył do zarządu. W następnym roku klub mianował Malky’ego Mackaya na stanowisko trenera, który po raz pierwszy w historii klubu awansował do finału Pucharu Ligi Angielskiej. W następnym sezonie Cardiff zdobył tytuł mistrzowski Championship, a po raz pierwszy uzyskał awans do Premier League, wracając na szczyt po 52 latach. W dniu 18 sierpnia 2013 roku, klub rozegrał pierwszy mecz w Premier League z West Hamem, przegrywając 0:2. 27 grudnia 2013 roku, Mackay został zwolniony przez Vincenta Tana i zastąpiony przez Ole Gunnara Solskjæra. Pomimo zmiany menedżera, drużyna została zdegradowana do Championship po zaledwie jednym sezonie. Sam Solskjær został zwolniony w dniu 18 września 2014 roku, a zastąpił go menedżer Leyton Orient, Russell Slade.
W październiku 2016 roku Neil Warnock został mianowany na trenera. W sezonie 2017/18 przywrócił drużynę do Premier League po czterech latach przerwy.

## Sukcesy
- Puchar Anglii: 1927
- Tarcza Wspólnoty: 1927
- Puchar Walii: 1912, 1920, 1922, 1923, 1927, 1928, 1930, 1956, 1959, 1964, 1965, 1967, 1968, 1969, 1970, 1971, 1973, 1974, 1976, 1988, 1992, 1993

## Zawodnicy

### Pierwszy zespół
stan na 5 lutego 2019
| Nr | Poz. | Piłkarz                                 |
| -- | ---- | --------------------------------------- |
| 1  | BR   | Neil Etheridge                          |
| 2  | OB   | Lee Peltier                             |
| 3  | OB   | Joe Bennett                             |
| 4  | OB   | Sean Morrison (kapitan)                 |
| 5  | OB   | Bruno Ecuele Manga                      |
| 6  | OB   | Ashley Richards                         |
| 7  | PO   | Harry Arter (wypozyczony z Bournemouth) |
| 8  | PO   | Joe Ralls                               |
| 9  | NA   | Danny Ward                              |
| 10 | NA   | Kenneth Zohore                          |
| 11 | PO   | Josh Murphy                             |
| 12 | BR   | Alex Smithies                           |
| 13 | OB   | Callum Paterson                         |
| 14 | NA   | Bobby Reid                              |
| 15 | NA   | Leandro Bacuna                          |

| Nr | Poz. | Piłkarz                                     |
| -- | ---- | ------------------------------------------- |
| 16 | OB   | Matthew Connolly                            |
| 17 | PO   | Aron Gunnarsson                             |
| 18 | OB   | Greg Cunningham                             |
| 19 | NA   | Nathaniel Mendez-Laing                      |
| 20 | PO   | Loïc Damour                                 |
| 21 | PO   | Víctor Camarasa (wypożyczony z Realu Betis) |
| 22 | OB   | Sol Bamba                                   |
| 23 | PO   | Kadeem Harris                               |
| 28 | BR   | Brian Murphy                                |
| 29 | NA   | Baye Oumar Niasse (wypozyczony z Everton)   |
| 32 | NA   | Rhys Healey                                 |
| 33 | PO   | Junior Hoilett                              |
| 34 | OB   | Cameron Coxe                                |
|    | PO   | Stuart O’Keefe                              |

### Piłkarze na wypożyczeniu
| Nr | Poz. | Piłkarz                                          |
| -- | ---- | ------------------------------------------------ |
|    | NA   | Omar Bogle (w Portsmouth F.C. do 31 maja 2019)   |
|    | NA   | Gary Madine (w Sheffield United do 31 maja 2019) |

| Nr | Poz. | Piłkarz                                            |
| -- | ---- | -------------------------------------------------- |
|    | NA   | Lee Tomlin (w Peterborough United do 31 maja 2019) |

## Sztab szkoleniowy
Aktualne na dzień 23 kwietnia 2019.
| Funkcja                             | Imię i Nazwisko                |
| ----------------------------------- | ------------------------------ |
| menadżer                            | Neil Warnock                   |
| asystent menadżera                  | Kevin Blackwell                |
| trener pierwszego zespołu           | Ronnie Jepson                  |
| trener bramkarzy                    | Andy Dibble                    |
| asystent trenera pierwszego zespołu | James Rowberry                 |
| instruktor fitness                  | Carl Serrant, Lee Southernwood |
| fizjoterapeuta                      | Matthew May                    |
| lekarz klubowy                      | Prof. Len Nokes                |
| szef scoutów                        | Glyn Chamberlain               |
| analityk piłkarski                  | Jack Radusin                   |
| trener akademii                     | Glyn Chamberlain               |

## Trenerzy
| Narodowość        | Nazwisko            | Od         | Do         | Razem gier | Wygrane | Przegrane | Remisy |
| ----------------- | ------------------- | ---------- | ---------- | ---------- | ------- | --------- | ------ |
| Szkocja           | Davy McDougall      | 01-08-1910 | 01-05-1911 | 12         | 4       | 2         | 6      |
| Anglia            | Fred Stewart        | 01-05-1911 | 01-05-1933 | 605        | 244     | 225       | 136    |
| Anglia            | Bartley Wilson      | 01-05-1933 | 01-02-1934 | 28         | 8       | 16        | 4      |
| Walia             | Ben Watts-Jones     | 01-02-1934 | 01-04-1937 | 141        | 41      | 71        | 29     |
| Anglia            | Bill Jennings       | 01-04-1937 | 01-04-1939 | 92         | 35      | 34        | 23     |
| Anglia            | Cyril Spiers        | 01-04-1939 | 01-04-1946 | 10         | 3       | 4         | 3      |
| Irlandia Północna | Billy McCandless    | 01-06-1946 | 01-11-1948 | 100        | 53      | 26        | 21     |
| Anglia            | Cyril Spiers        | 01-04-1948 | 01-04-1954 | 265        | 107     | 85        | 73     |
| Walia             | Trevor Morris       | 01-04-1954 | 31-08-1958 | 186        | 59      | 87        | 40     |
| Walia             | Bill Jones          | 01-09-1958 | 30-09-1962 | 190        | 73      | 68        | 49     |
| Anglia            | George Swindin      | 01-10-1962 | 01-04-1964 | 71         | 25      | 30        | 16     |
| Szkocja           | Jimmy Scoular       | 01-06-1964 | 07-11-1973 | 427        | 143     | 167       | 117    |
| Irlandia          | Frank O’Farrell     | 13-11-1973 | 30-04-1974 | 27         | 8       | 10        | 9      |
| Szkocja           | Jimmy Andrews       | 01-05-1974 | 06-11-1978 | 190        | 63      | 76        | 51     |
| Walia             | Richie Morgan       | 01-11-1978 | 03-03-1981 | 105        | 38      | 43        | 24     |
| Walia             | Graham Williams     | 01-11-1981 | 28-02-1982 | 15         | 4       | 9         | 2      |
| Anglia            | Len Ashurst         | 03-03-1982 | 01-03-1984 | 90         | 41      | 32        | 17     |
| Anglia            | Jimmy Goodfellow    | 01-03-1984 | 27-09-1984 | 23         | 6       | 13        | 4      |
| Walia             | Alan Durban         | 23-09-1984 | 21-05-1986 | 87         | 22      | 48        | 17     |
| Szkocja           | Frank Burrows       | 21-05-1986 | 31-08-1989 | 166        | 64      | 54        | 48     |
| Anglia            | Len Ashurst         | 31-08-1989 | 01-05-1991 | 98         | 30      | 36        | 32     |
| Anglia            | Eddie May           | 01-07-1991 | 28-11-1994 | 170        | 66      | 58        | 46     |
| Walia             | Terry Yorath        | 01-08-1994 | 30-03-1995 | 41         | 8       | 24        | 9      |
| Anglia            | Eddie May           | 31-03-1995 | 22-05-1995 | 8          | 2       | 4         | 2      |
| Anglia            | Kenny Hibbitt       | 01-08-1996 | 11-11-1996 | 19         | 9       | 6         | 4      |
| Anglia            | Phil Neal           | 30-07-1996 | 31-07-1996 | 0          | 0       | 0         | 0      |
| Anglia            | Russell Osman       | 11-11-1996 | 23-01-1998 | 67         | 22      | 24        | 21     |
| Anglia            | Kenny Hibbitt       | 23-01-1998 | 16-02-1998 | 6          | 0       | 1         | 5      |
| Szkocja           | Frank Burrows       | 16-02-1998 | 01-02-2000 | 107        | 36      | 37        | 34     |
| Anglia            | Billy Ayre          | 02-02-2000 | 14-08-2000 | 19         | 5       | 7         | 7      |
| Anglia            | Bobby Gould         | 14-08-2000 | 03-07-2001 | 52         | 24      | 13        | 15     |
| Anglia            | Alan Cork           | 03-07-2001 | 17-02-2002 | 40         | 17      | 12        | 11     |
| Anglia            | Lennie Lawrence     | 18-02-2002 | 25-05-2005 | 194        | 72      | 72        | 50     |
| Anglia            | Dave Jones          | 25-05-2005 | 30-05-2011 | 315        | 132     | 84        | 99     |
| Szkocja           | Malky Mackay        | 17-06-2011 | 27-12-2013 | 125        | 57      | 34        | 37     |
| Norwegia          | Ole Gunnar Solskjær | 02-01-2014 | 18-09-2014 | 30         | 9       | 5         | 16     |
| Anglia            | Russell Slade       | 06-10-2014 | 07-05-2016 | 15         | 7       | 3         | 5      |
| Anglia            | Paul Trollope       | 18-05-2016 | 04-10-2016 | 12         | 2       | 2         | 8      |
| Anglia            | Neil Warnock        | 5-10-2016  | 11-11-2019 | 124        | 53      | 23        | 48     |

## Europejskie puchary
Legenda do wszystkich tabel:
- Q – runda eliminacyjna, 1/16, 1/8, 1/4, 1/2 – odpowiednia faza rozgrywek, Grupa – runda grupowa, 1r gr – pierwsza runda grupowa, 2r gr – druga runda grupowa, F – finał, R – runda, PO – play-off
- k. – rzuty karne, los. – losowanie, Dogr. – dogrywka, w. – zasada bramek strzelonych na wyjeździe

| Sezon   | Rozgrywki                 | Runda | Klub                  | Dom | Wyjazd | Ogólnie      |
| ------- | ------------------------- | ----- | --------------------- | --- | ------ | ------------ |
| 1964/65 | Puchar Zdobywców Pucharów | 1R    | Esbjerg fB            | 1–0 | 0–0    | 1–0          |
| 1964/65 | Puchar Zdobywców Pucharów | 2R    | Sporting CP           | 0–0 | 2–1    | 2–1          |
| 1964/65 | Puchar Zdobywców Pucharów | 1/4   | Real Saragossa        | 0–1 | 2–2    | 2–3          |
| 1965/66 | Puchar Zdobywców Pucharów | 1R    | Standard Liège        | 0–1 | 1–2    | 1–3          |
| 1967/68 | Puchar Zdobywców Pucharów | 1R    | Shamrock Rovers       | 2–0 | 1–1    | 3–1          |
| 1967/68 | Puchar Zdobywców Pucharów | 2R    | NAC Breda             | 4–1 | 1–1    | 5–2          |
| 1967/68 | Puchar Zdobywców Pucharów | 1/4   | Torpedo Moskwa        | 1–1 | 0–1    | 1–1, 1–0 (N) |
| 1967/68 | Puchar Zdobywców Pucharów | 1/2   | Hamburger SV          | 2–3 | 1–1    | 3–4          |
| 1968/69 | Puchar Zdobywców Pucharów | 1R    | FC Porto              | 2–2 | 1–2    | 3–4          |
| 1969/70 | Puchar Zdobywców Pucharów | 1R    | Mjøndalen IF          | 5–1 | 7–1    | 12–2         |
| 1969/70 | Puchar Zdobywców Pucharów | 2R    | Göztepe               | 1–0 | 0–3    | 1–3          |
| 1970/71 | Puchar Zdobywców Pucharów | 1R    | Pezoporikos Larnaka   | 8–0 | 0–0    | 8–0          |
| 1970/71 | Puchar Zdobywców Pucharów | 2R    | FC Nantes             | 5–1 | 2–1    | 7–2          |
| 1970/71 | Puchar Zdobywców Pucharów | 1/4   | Real Madryt           | 1–0 | 0–2    | 1–2          |
| 1971/72 | Puchar Zdobywców Pucharów | 1R    | Dynamo Berlin         | 1–1 | 1–1    | 2–2, k: 4–5  |
| 1973/74 | Puchar Zdobywców Pucharów | 1R    | Sporting CP           | 0–0 | 1–2    | 1–2          |
| 1974/75 | Puchar Zdobywców Pucharów | 1R    | Ferencvárosi TC       | 1–4 | 0–2    | 1–6          |
| 1976/77 | Puchar Zdobywców Pucharów | Q     | Servette FC           | 1–0 | 1–2    | 2–2, w.      |
| 1976/77 | Puchar Zdobywców Pucharów | 1R    | Dinamo Tbilisi        | 1–0 | 0–3    | 1–3          |
| 1977/78 | Puchar Zdobywców Pucharów | 1R    | Austria Wiedeń        | 0–0 | 0–1    | 0–1          |
| 1988/89 | Puchar Zdobywców Pucharów | 1R    | Derry City            | 4–0 | 0–0    | 4–0          |
| 1988/89 | Puchar Zdobywców Pucharów | 2R    | Aarhus GF             | 0–4 | 1–2    | 1–6          |
| 1992/93 | Puchar Zdobywców Pucharów | 1R    | Admira Wacker Mödling | 1–1 | 0–2    | 1–3          |
| 1993/94 | Puchar Zdobywców Pucharów | 1R    | Standard Liège        | 1–3 | 2–5    | 3–8          |

## Rekordy klubowe

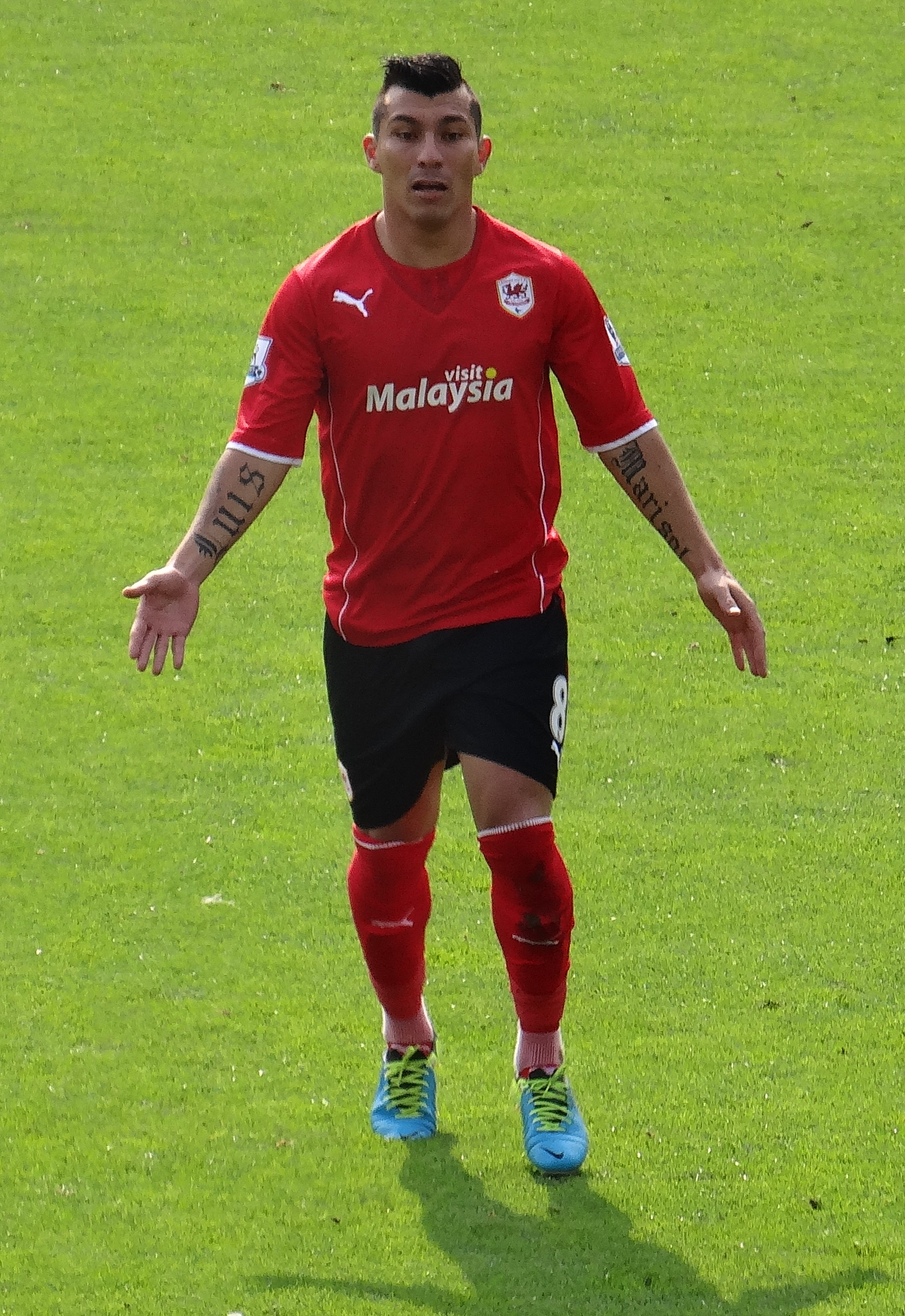
Najdroższy piłkarz w historii klubu – Gary Medel

Najwięcej występów we wszystkich rozgrywkach w historii klubu zanotował Billy Hardy, który wystąpił w 590 meczach dla klubu w latach 1911–1932. Phil Dwyer osiągnął najwięcej występów w erze Football League, rozgrywając 575 spotkań. Len Davies jest rekordzistą pod względem zdobytych bramek we wszystkich rozgrywkach w Anglii ze 179 trafieniami. Siedem innych graczy, min: Peter King, Robert Earnshaw, Brian Clark, Carl Dale, Derek Tapscott, Jimmy Gill i John Toshack zdobyli również zdobyli 100 lub więcej bramek dla klubu.
Jack Evans został pierwszym graczem w Cardiff City, który zagrał dla kadry narodowej w dniu 13 kwietnia 1912 roku, kiedy reprezentował Walię w przegranym 3-2 meczu z Irlandią. Zawodnikiem, który rozegrał najwięcej meczów dla reprezentacji narodowej, reprezentujący barwy Cardiff, jest Alf Sherwood, który zagrał 39 razy dla Walii. Najwyższa opłata transferowa, którą klub zapłacił za gracza, wynosi 9,5 miliona za Garyego Medela w 2013 roku z Sevilli. Rok później Medel stał się najdroższym graczem sprzedanym przez klub, gdy dołączył do Interu Mediolan za 10 milionów funtów.
Największe zwycięstwo w Cardiff miało miejsce nad Knighton Town w piątej rundzie Pucharu Walijskiego w 1962 roku. Największe zwycięstwo w lidze to 9-2 nad Tamizą 6 lutego 1932 roku, a największe zwycięstwo w FA Cup wyniosło 8-0 nad Enfield 28 listopada 1931 roku.